# トニー・カレイ
トニー・カレイ（Tony Carey、1953年10月16日 - ）は、アメリカ合衆国のキーボディスト、ミュージシャン、作曲家。
リッチー・ブラックモアのバンド「レインボー」のメンバーだったことで有名。その後は主にソロで活動している。

## 来歴
1953年10月16日、カリフォルニア州・ターロックに生まれる。
1970年代初頭より、「ブレッシングス」というバンドに加入し、音楽活動を始めた。

### レインボー
1975年、解雇されたミッキー・リー・ソウルの後任として、ハードロック・バンド「レインボー」に加入。翌1976年に発表された『虹を翔る覇者』のレコーディングに参加し、同年12月の初来日公演にも参加。
1977年2月13日、ジミー・ベイン（ベース）と共に解雇された。ブラックモアのインタビューでは極度なまでの緊張体質と私生活での素行の悪さが理由だったとされているが、当人は、自分が演奏中に目立とうとしすぎたためにブラックモアの怒りを買ったのではないか、と推測している。彼は解雇された後も新作の製作が始まった1977年6月頃まではレインボーに帯同して、7月にベインの後任のベーシストが音楽性の違いから解雇されたのと同時に離脱した。
2009年、レインボーの元メンバーであるジョー・リン・ターナー、ボビー・ロンディネリ、グレッグ・スミスと共に、ブラックモアの息子ユルゲン・ブラックモアとトリビュート・バンド「Over The Rainbow」を結成したが、体調不良を理由に翌年離脱した。

### ソロ活動
1982年、初のソロ・アルバム『In the Absence of the Cat』をリリース。
1984年、3作目のソロ・アルバム『Some Tough City』からシングルカットしたバラード曲「ア・ファイン・ファイン・ディ」が、ビルボードチャートので22位まで上昇した。

### 他アーティストとの共演
1980年代から、ドイツ人ミュージシャンのピーター・ハウケが主宰する「プラネットPプロジェクト」に参加。
ユルゲンとは後にEBC ROXX with (J.R.) という音楽プロジェクトを結成した。
他にも様々なシンガーやアーティスト、バンドのサポートメンバーとしてゲストで参加したり、楽曲のプロデュースを手掛けた。代表例には、ジェニファー・ラッシュ、ジョン・メイオール&ザ・ブルースブレイカーズ、ジョー・コッカー、ダイアー・ストレイツ、デイヴィッド・ノップラーなどが挙げられる。

## ディスコグラフィ
※自主制作は省略

### ソロ
スタジオアルバム
- In the Absence of the Cat (1982)
- I Won't Be Home Tonight (1982)
- Some Tough City (1984)
- Blue Highway (1985)
- Bedtime Story (1987) サウンドトラック
- Wilder Westen Inclusive (1988) サウンドトラック
- For You (1989)
- Storyville (1990)
- The Long Road (1992)
- Rare Tracks (1993)
- Cold War Kids (1994)
- The Boystown Tapes (1999)
- Islands and Deserts (2004)

ライブアルバム
- Live in Sweden 2006 – Volume #1 (2006)
- Live In Sweden 2006 – Volume #2 (2009)

### グループ
レインボー
- Rising - 虹を翔る覇者 (1976)
- On Stage - レインボー・オン・ステージ (1977) ライブ作品
- Live in Germany 1976 - 虹色魔宴 (1990) ライブ作品

Planet P Project
- Planet P Project (1983)
- Pink World (1984)
- Go Out Dancing Part 1 "1931" (2005)
- Go Out Dancing Part 2 "Levittown" (2008)
- Go Out Dancing Part 3 "Out in The Rain" (2009)
- Steeltown (2013)

Zed Yago
- Pirates from Hell (2010)